# Cicha (dopływ Wody Ujsolskiej)
Cicha – potok w południowej Polsce, w województwie śląskim, w powiecie żywieckim, gminie Ujsoły. Ma liczne źródła pod przełęczą Przysłop, na stokach Wielkiej Rycerzowej, Małej Rycerzowej, Świtkowej. Najwyżej położone znajdują się na wysokości około 1080 m. Przepływa głęboką doliną przez miejscowość Soblówka, początkowo w północno-wschodnim kierunku, później w północnym. W miejscowości Ujsoły łączy się z potokiem Glinka, tworząc rzekę Woda Ujsolska. Następuje to na wysokości około 573 m, w miejscu o współrzędnych 49°28′07″N 19°09′00″E/49,468611 19,150000.
Cała zlewnia Cichej znajduje się w Beskidzie Żywieckim. Cicha ma liczne dopływy spływające z dwóch grzbietów tworzących zbocza jej doliny, największy z nich to potok Urwisko. Orograficznie prawe zbocza tworzy główny grzbiet Beskidu Żywieckiego na odcinku od Wielkiej Rycerzowej po Jaworzynę (1052 m) w Grupie Oszusa oraz odbiegający od niej północno-zachodni grzbiet Smerekowa Wielkiego zakończony Brejówką, lewe boczny grzbiet odgałęziający się od Wielkiej Rycerzowej i poprzez Przełęcz Halną, Małą Rycerzową, Wiertalówkę, Kotarz i Muńcuł ciągnący się do doliny Soły w Ujsołach.

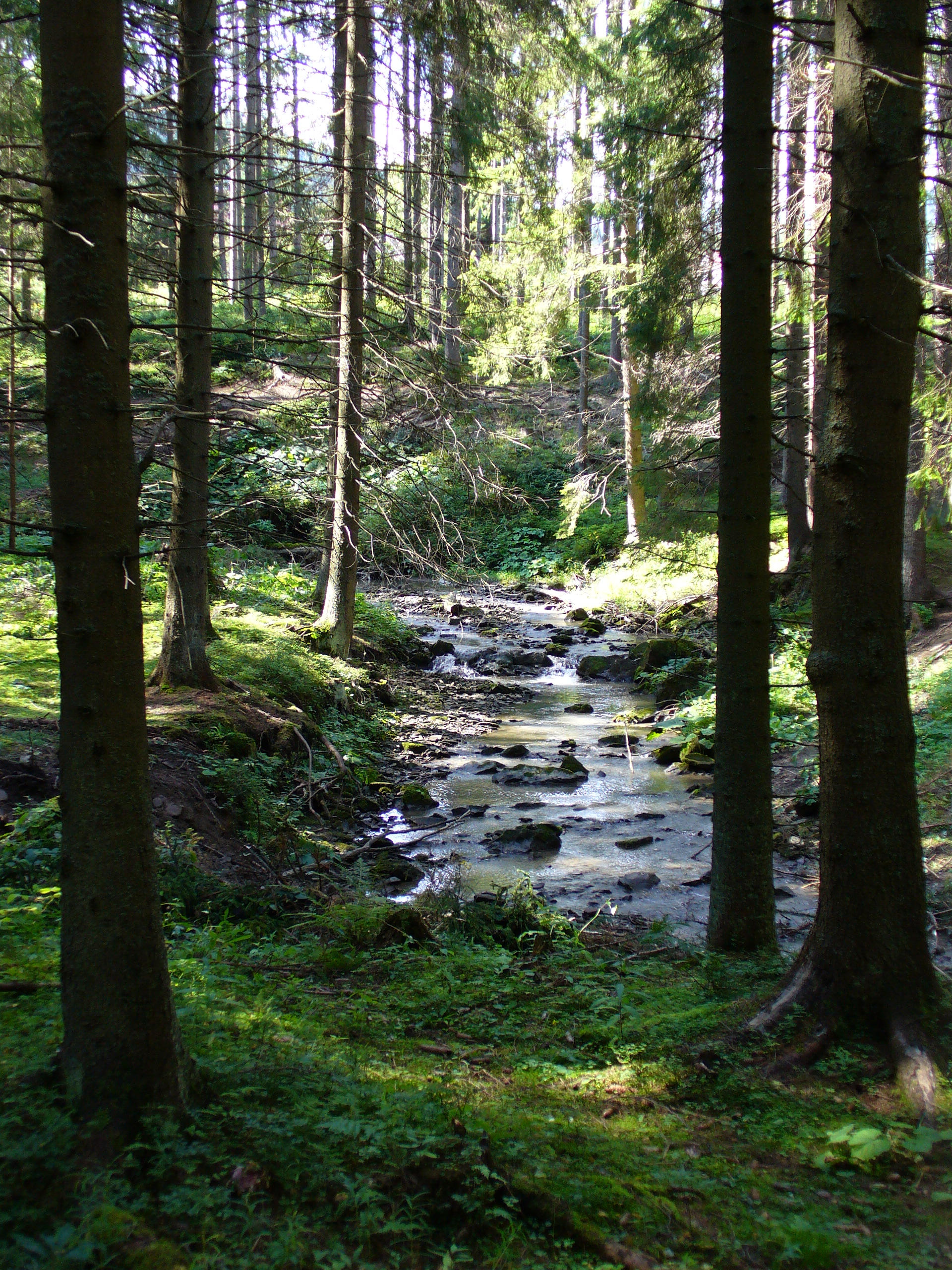
Cicha w Soblówce

Cicha ma kamieniste koryto z licznymi progami. Nad jej lewym brzegiem, przy szosie do Soblówki gmina Ujsoły przygotowała dla turystów dwa pola biwakowe.